# Pinipel (Atoll)
Das Pinipel-Atoll bildet mit dem etwa 2 km südlich gelegenen Atoll Nissan die Atollgruppe der Green Islands. Die Atolle liegen im Pazifischen Ozean ca. 130 km östlich der Insel Neuirland (Papua-Neuguinea).

## Geographie
Das Atoll wird von der schmalen Hauptinsel Pinipel, die die gesamte Ostseite des Atolls umfasst, beherrscht. Auf dem nordwestlichen Riffkranz liegen die unbewohnten Eilande Sentinel und Sau.

## Bevölkerung
Das Atoll hatte nach dem Zensus von 2000 rund 900 Bewohner.